# Otoyol 53
L'autoroute O53 (turc : Ceyhan-İskenderun Otoyolu , O-53 en abrégé) est une autoroute à péage qui relie depuis l' autoroute Adana-Şanlıurfa O-52 les villes de Ceyhan à İskenderun en Turquie.

## Description
La O-53 part de Ceyhan, dans la province d'Adana, à la jonction de la O-52, et se dirige vers le sud jusqu'à İskenderun Sud en contournant la ville par l'est.
L'autoroute est à trois voies des deux côtés. Une route de desserte à deux voies dans chaque direction mène au carrefour de Şekerek.
Une extension jusqu'à Hatay (Antakya) est en projet, et la route doit également être connectée au réseau autoroutier syrien en direction d' Alep.